# Groovin'
"Groovin'" is een nummer van de Amerikaanse band The Young Rascals (later bekend als The Rascals) uit 1967.

## Achtergrond
Het nummer is geschreven door bandleden Felix Cavaliere en Eddie Brigati. Cavaliere werd hierbij geïnspireerd door zijn vriendin Adrienne Buccheri, die hij alleen op zondag kon zien, omdat hij de rest van de week druk bezig was met toeren en muziek opnemen. Het nummer combineert soul met Latijns-Amerikaanse invloeden.
Het nummer werd in maart 1967 gearrangeerd en opgenomen in de Talentmasters Studios in New York.
Aanvankelijk stond Atlantic Records sceptisch tegenover het uitbrengen van "Groovin'" als single, omdat het qua muziekstijl afweek van de eerdere garagerocknummers van de groep. Door tussenkomst van diskjockey Murray the K besloot de maatschappij het toch uit te brengen.
Het werd een commerciële hit en bereikte in mei 1967 nummer één in de Billboard Hot 100. In Europa werd het een van de weinige hits van The (Young) Rascals, en bereikte het positie 8 in het Verenigd Koninkrijk en 16 in de Nederlandse Top 40.
Booker T. & the MG's namen twee weken na uitkomen van de single een instrumentale versie van "Groovin'"  op in in Memphis, samen met wat het grootste deel zou uitmaken van het vijfde studioalbum van de groep, Hip Hug-Her. De opname werd geproduceerd door Jim Stewart, mede-oprichter van Stax Records, tijdens zijn laatste opnamesessie met de band. Ook deze cover wist de Amerikaanse hitlijst te halen, met plek 21 als beste positie.
Sindsdien is "Groovin'" nog gecoverd door War in 1985 en Pato Banton in 1996. Met zijn reggae-uitvoering wist Bantonb de hitlijsten in het Verenigd Koninkrijk en Nieuw-Zeeland te bereiken.

## NPO Radio 2 Top 2000
| Nummer met noteringen in de NPO Radio 2 Top 2000 | '99  | '00  | '01  | '02  |
| ------------------------------------------------ | ---- | ---- | ---- | ---- |
| Groovin'                                         | 1694 | 1665 | 1720 | 1997 |

1. ↑  Een vetgedrukt getal geeft de hoogste notering aan.
2. ↑  Deze tabel is bijgewerkt tot en met de laatste editie (2024).